# Maude Fealy
Maude Fealy (4 mars 1883 – 9 novembre 1971) était une actrice de films muets américaine, reconvertie avec succès dans le cinéma parlant.

## Biographie
Née Maude Mary Hawk en 1883 à Memphis, Tennessee, elle est la fille de l'actrice Margaret Fealy. Sa mère épouse Rafaello Cavallo, premier directeur d'orchestre de Pueblo, Colorado, et Fealy habite régulièrement au Colorado pendant l'essentiel de sa vie. À trois ans, elle monte sur scène aux côtés de sa mère et fait ses débuts à Broadway dans Quo Vadis en 1900, à nouveau avec sa mère.
Fealy joue avec William Gillette en Angleterre en 1901 et 1902, dans Sherlock Holmes. De 1902 à 1905, elle part souvent au Royaume-Uni en tournée avec la compagnie de Henry Irving, et en 1907, elle est une star des tournées américaines.
À Denver, elle rencontre un critique local, Louis (parfois Hugo) Sherwin. Ils se marient en secret en 1907, estimant que sa mère n'approuverait pas cette union. Le couple se sépare rapidement, et divorce en 1909. Fealy épouse immédiatement un acteur, James Peter Durkin, qui deviendra plus tard un réalisateur de films muets célèbre dans la compagnie d'Adolph Zukor. Ils divorcent en 1917. Fealy épouse ensuite James E. Cort. Ce troisième mariage est annulé en 1923, et sera le dernier. Elle n'a pas d'enfants.
Fealy meurt en 1971, à l'âge de 88 ans, à la Motion Picture & Television Country House and Hospital du quartier de Woodland Hills à Los Angeles. Elle est enterrée au mausolée de l'abbaye des psaumes au Hollywood Forever Cemetery.

## Carrière
Fealy joue dans son premier film muet en 1911 chez Thanhouser Studios, et joue dans 18 autres films avant 1917. Ensuite, pendant quatorze ans, elle ne joue dans aucun film. Pendant les étés 1912 et 1913, elle organise un spectacle avec la Fealy-Durkin Company et joue au casino du Lakeside Amusement Park de Denver, et elle part en tournée dans la moitié des États-Unis l'année suivante.
Fealy rencontre un certain succès commercial comme dramaturge. Elle écrit The Red Cap avec Grant Stewart, auteur et acteur new-yorkais, et ils jouent au National Theatre de Chicago en août 1928. Elle ne joue pas dans la production, mais le récit tourne autour de l'invention d'un porte-bagages à roulettes manifestement inventé par Fealy. Un article de journal sur cette invention pourrait être un coup de pub pour la pièce ou un vrai article. D'autres pièces coécrites par Fealy incluent At Midnight et, en partenariat avec la célèbre dramaturge Alice Gerstenberg, The Promise.
Au cours de sa carrière, Fealy enseigne le théâtre dans plusieurs villes. Dès ses débuts avec sa mère, elle monte le Maude Fealy Studio of Speech, la Fealy School of Stage and Screen Acting, et la Fealy School of Dramatic Expression. Elle enseigne à Grand Rapids, Michigan; Burbank, Californie, et Denver, Colorado. Dans les années 1950, elle vit à Los Angeles et s'investit dans le Federal Theatre Project. À cinquante ans, elle fait quelques apparitions de figurante dans des films, par exemple dans Les Dix Commandements. Plus tard dans sa carrière, elle écrit, apparait dans des concours de beauté, et participe à des conférences dans des écoles et des organisations non caritatives.

## Filmographie partielle
- 1913 : Moths : Vere
- 1913 : The Legend of Provence : Sœur Angela
- 1914 : Frou Frou : Frou Frou
- 1914 : Pamela Congreve : Pamela Congreve
- 1915 : Bondwomen : Norma Ellis
- 1916 : The Immortal Flame : Ada Forbes
- 1917 : The American Consul (en) : Joan Kitwell
- 1931 : Laugh and Get Rich : Miss Teasdale
- 1937 : Smashing the Vice Trust
- 1938 : Race Suicide
- 1938 : Les Flibustiers : Femme
- 1938 : Bulldog Drummond's Peril (en) : Couturière
- 1939 : Pacific Express : Femme
- 1940 : Police-secours (Emergency Squad) d'Edward Dmytryk : Mère
- 1940 : Seventeen : Conductrice
- 1944 : Hantise : Figurante
- 1947 : L'infidèle : Vieille fille du montage
- 1947 : Othello : Femme
- 1956 : Les Dix Commandements : Esclave
- 1958 : Les Boucaniers : Villageoise (dernier rôle)

## Crédit d'auteurs
- (en) Cet article est partiellement ou en totalité issu de l’article de Wikipédia en anglais intitulé « Maude Fealy » (voir la liste des auteurs).